# Данило Бирањ
Данило Бирањ је насељено мјесто у Далмацији. Припада граду Шибенику, у Шибенско-книнској жупанији, Република Хрватска.

## Географија
Данило Бирањ се налази око 11 км источно од Шибеника. У близини насеља пролази ауто-пут Загреб-Сплит.

## Становништво
Према попису становништва из 2011. године, насеље Данило Бирањ је имало 442 становника.
| Демографија | Демографија | Демографија |
| Година      | Становника  | Становника  |
| ----------- | ----------- | ----------- |
| 1971.       | 526         |             |
| 1981.       | 462         |             |
| 1991.       | 477         |             |
| 2001.       | 457         |             |
| 2011.       |             | 442         |

## Попис 1991.
На попису становништва 1991. године, насељено место Данило Бирањ је имало 477 становника, следећег националног састава:
| Попис 1991.‍  | Попис 1991.‍  | Попис 1991.‍ | Попис 1991.‍ | Попис 1991.‍ |
| ------------ | ------------ | ----------- | ----------- | ----------- |
|              |              |             |             |             |
| Хрвати       | Хрвати       |             | 449         | 94,12%      |
| Албанци      | Албанци      |             | 3           | 0,62%       |
| Југословени  | Југословени  |             | 3           | 0,62%       |
| Мађари       | Мађари       |             | 1           | 0,20%       |
| Срби         | Срби         |             | 1           | 0,20%       |
| неопредељени | неопредељени |             | 5           | 1,04%       |
| регион. опр. | регион. опр. |             | 4           | 0,83%       |
| непознато    | непознато    |             | 11          | 2,30%       |
| укупно: 477  |              |             |             |             |